# Sergentia albescens
Sergentia albescens är en tvåvingeart som först beskrevs av Henry Keith Townes, Jr. 1945.  Sergentia albescens ingår i släktet Sergentia och familjen fjädermyggor. Det är osäkert om arten förekommer i Sverige. Inga underarter finns listade i Catalogue of Life.